# السويس الجديدة
السويس الجديدة هي مدينة مصرية جديدة من مدن الجيل الرابع، تقع في محافظة السويس، وتتبع إدارياً لهيئة المجتمعات العمرانية الجديدة، أُنشئت بقرار رئيس جمهورية مصر العربية رقم 316 لسنة 2021، تقع بالقرب من ميناء الأدبية وميناء العين السخنة وميناء السويس، ويحدها شمالاً مدينة السويس على بعد 30 كم، ومدينة الإسماعيلية على بعد 150 كم، وجنوباً المنطقة الاقتصادية الخاصة والمنطقة الصناعية بالعين السخنة، وغرباً العاصمة الإدارية الجديدة على بعد 100 كم تقريبا. تمثل المدينة قطباً تنموياً متكاملاً، متعدد الأنشطة، وتعمل على جذب الاستثمارات المتنوعة، اللوجستية، والصناعية، ومراكز المال والأعمال، والخدمات الريادية متقدمة المستوى.

## التاريخ
في 28 سبتمبر 2021، وافق المجلس الأعلى للتخطيط والتنمية العمرانية على طلب هيئة المجتمعات العمرانية الجديدة استصدار قرار جمهوري بالموقع المقترح لإقامة مدينة السويس الجديدة، غرب خليج السويس على مساحة حوالي 66500 فدان، حيث يرتبط هذا الموقع بطريقي محور 30 يونيو وطريق السويس - الغردقة، وتم استعراض المخططات التنموية بهذا التجمع العمراني الجديد الذي يستهدف استيعاب نحو 1.4 مليون نسمة، وتوفير حوالي 168 ألف فرصة عمل.
في 12 أكتوبر 2021، وافق مجلس إدارة هيئة المجتمعات العمرانية الجديدة، على إنشاء جهاز مدينة من المستوى التنظيمي (أ) بمسمى «جهاز تنمية مدينة السويس الجديدة» ليتولى تنمية المساحة المنضمة لولاية الهيئة بمقتضى القرار الجمهوري رقم (316) لسنة 2021 بتخصيص (65494.38 فدان) تقريباً، لاستخدامها في إقامة مجتمع عمراني جديد، واعتماد الهيكل التنظيمي للجهاز الذي قمة وظائفه من الدرجة الممتازة، واستكمال باقي الإجراءات مع الجهاز المركزي للتنظيم والإدارة، ووزارة المالية.

## المخطط العام
تمتاز مدينة «السويس الجديدة»، والبالغة مساحتها 58 ألف فدان، تمتاز بما يلي:
- الوقوع على محاور تنمية إقليمية هامة «السويس الغردقة - محور 30 يونيو»
- القرب من مدينة السويس بطريق مباشر وبمسافة لا تزيد عن 15 دقيقة
- تنوع الأنشطة الافتصادية القائمة «صناعة - سياحة - صيد - تجارة»
- إقامة منطقة سكنية وخدمية بالمدينة لخدمة المناطق الصناعية القائمة
- إمكانية الاستفادة من المرتفعات وفروق المناسيب في خلق نشاط سياحي في الظهير الخلفي

## الخدمات
منطقة الخدمات الأولى بالمرحلة العاجلة تضم: سوق تجاري - حضانة - مدرسة التعليم الأساسي 33 فصل بنسبة.

## الإسكان
المرحلة العاجلة بمدينة السويس الجديدة تضم منطقة سكن لكل المصريين، الذي يضم 86 عمارة بها 2064 وحدة سكنية.

## وصلات خارجية
- الصفحة الرسمية لجهاز المدينة على موقع فيس بوك.
- صفحة المدينة على موقع هيئة المجتمعات العمرانية الجديدة.